# جيمي غان
جيمي غان (بالإنجليزية: Jimmy Gunn)‏ هو لاعب كرة قدم أمريكية أمريكي، ولد في 27 نوفمبر 1948 في أوغوستا في الولايات المتحدة، وتوفي في 11 أبريل 2015 في لوس أنجلوس في الولايات المتحدة.

## وصلات خارجية
- جيمي غان على موقع مرجع كرة القدم المحترفة.كوم (الإنجليزية)